# Homenatge a Teresa
Homenatge a Teresa es una canción compuesta e interpretada por Ovidi Montllor e incluida en su álbum A Alcoi (Edigsa, 1974).

## Inspiración
Homenatge a Teresa relata, autobiográficamente, la labor educativa ejercida por, Teresa Mora Ferrándiz, "Teresa la Loca" sobre Montllor y sus coetáneos.
En la canción se evoca el papel de Teresa, una mujer desinhibida que iniciaba a los niños de Alcoy ("tots els xiquets la seguíem, i en un solar apartat ens instruïem") en el mundo del sexo ("ens mostrava les cuixes i ens donava lliçons d'anatomia") y en el papel de desvelar los misterios y secretos de la infancia ("ella ens va dir d'on veníem i que els Reis de l'Orient no existien") en el contexto histórico de la posguerra ("va ser la riota pels grans"). 
El autor declara su admiración por Teresa ("ara de gran comprenc tot el que per tu sent i et llence un homenatge als quatre vents") en esta canción, referente de la nova cançó.

## Cine
No obstante, la melodía del "Homenatge a Teresa" aparece en el film "Un verano en Berlín" (Sommer vorm balkon, Alemania, 2005 ) cuya música es atribuida a Pascal Comelade (sin ninguna referencia a Ovidi Montllor).

## Créditos
- Ovidi Montllor — voz
- Toti Soler — guitarra flamenca
- Desconocido — guitarra flamenca

## Otras versiones
- Un fragmento de la canción, ejecutado únicamente por un piano, abre y cierra el LP de Montllor Un Entre Tants..., inmediatamente anterior a A Alcoi.
- Pascal Comelade y Miquel Gil grabaron una versión con motivo del décimo aniversario de la muerte de Montllor (celebrado en 2006).
- José Antonio Labordeta la interpretó en directo, junto al propio Ovidi, en 1991; la grabación puede escucharse en su LP Tú y Yo y Los Demás, del mismo año.
- Cesk Freixas
- Inadaptats en su disco Homenatge a Ovidi.
- El Diluvi en su disco Ovidenques.

- Datos: Q938798